# Farlig vår
Farlig vår är en svensk kriminalfilm från 1949 i regi av Arne Mattsson.

## Handling
Filmen utspelar sig i studentmiljö i Uppsala. Gullan Svan, en flicka med något naggat rykte, mördas en natt och en teckning från hennes rum blir stulen.

## Om filmen
Farlig vår hade premiär den 28 februari 1949 på biograferna Röda Kvarn i Uppsala och Spegeln i Stockholm. Den har visats vid ett flertal tillfällen i SVT. Filmen bygger på Rune Lindströms roman Döden tar studenten från 1948.

## Rollista i urval
- Karl-Arne Holmsten – Bo Hagberg
- Birger Malmsten – Torsten Hertgren
- Jan Molander – Robert Croona
- Stig Olin – Gustaf Ericson
- Åke Grönberg – Kalle Larsson
- Eva Stiberg – Berit Lange
- Inga Landgré – Ulla
- Else-Merete Heiberg – Maud
- Julia Cæsar – "Heliga Birgitta"
- Wiktor Andersson – Petterson, "Sjätte budet"
- Haide Göransson – Gullan Svan
- Björn Berglund – kommissarie
- Ludde Juberg – Nilheim
- Olav Riégo – anatomiprofessor
- Artur Rolén – Österholm
- John Melin – frisörkund
- Victor Sjöström – antikhandlare P. Blad